# 木村由花
木村 由花（きむら ゆか、1962年 - 2015年2月28日）は、日本の編集者。

## 略歴
1983年、学習院女子短期大学人文学科卒業。同年4月新潮社入社、出版部に配属。同期入社に大森望がいた。大森とは、1989年創設の日本ファンタジーノベル大賞をともに担当。また、赤川次郎、恩田陸、鈴木光司、さくらももこ、横山秀夫、森まゆみほか人気作家を担当。
2003年4月、出版企画部に異動、同年10月、JTBから刊行をひきつぐ『旅』の編集部を立ち上げ編集長になり、2004年から刊行。
その後、「別冊小説新潮」として、2006年12月『yom yom』を創刊、100%ORANGEのパンダの表紙など、ユニークな文芸誌として評判となる。
2015年2月28日、53歳で死去。